# Marga Bührig
Marga Bührig (* 17. Oktober 1915 in Berlin; † 13. Februar 2002 in Binningen; heimatberechtigt ab 1934 in Feldis/Veulden und Zürich) war eine deutsch-schweizerische Germanistin, Theologin und Frauenrechtlerin.

## Leben
Marga Bührig war eine Tochter von Wanda von Weyssenhoff, Schriftstellerin, und Wilhelm Bührig, Ökonom. Nach dem Besuch von Schulen in Chur absolvierte sie ein Studium der Germanistik an der Universität Zürich. Im Jahr 1939 promovierte sie. Danach studierte sie Theologie. Gleichzeitig arbeitete sie als Hilfslehrerin an Mittelschulen.
Im Jahr 1945 gründete sie das Reformierte Studentinnenhaus Zürich. Im Jahr 1946 arbeitete sie am 3. Frauenkongress mit. Sie war 1947 Mitbegründerin des Evangelischen Frauenvereins. Danach stand sie der Zeitschrift Die Evangelische Schweizerfrau als Redaktorin für. Im Jahr 1958 war sie für die Schweizerische Ausstellung für Frauenarbeit (SAFFA) tätig. Von 1959 bis 1964 gehörte sie dem Vorstand des Bundes Schweizerischer Frauenorganisationen an. Ab 1959 hatte sie eine Anstellung beim evangelischen Tagungszentrum Boldern. Dieses leitete sie von 1971 bis 1981.  Sie nahm an verschiedenen Weltkirchenkonferenzen teil. Von 1983 bis 1991 war sie im Präsidium des Ökumenischen Rates der Kirchen.
Die bedeutende Vertreterin der feministischen Theologie veröffentlichte zahlreiche Schriften zu religiösen sowie politischen Themen. Sie engagierte sich in der Friedens- und neuen Frauenbewegung. Im Jahr 1998 erhielt sie den Ehrendoktortitel der evangelisch-theologischen Fakultät der Universität Basel.
Im Dezember 1997 gründete Marga Bührig die „Marga Bührig-Stiftung“, die seit 1998 zunächst jährlich, seit 2008 zweijährlich einen Förderpreis vergibt.

## Werke
- Marga Bührig: Die unsichtbare Frau und der Gott der Väter. Eine Einführung in die feministische Theologie. Kreuz Verlag, Stuttgart 1987.
- Marga Bührig. Spät habe ich gelernt, gerne Frau zu sein: eine feministische Autobiographie. Kreuz-Verlag, Stuttgart 1987.
- Marga Bührig: L'avenir de l'homme: une voix prophétique: autobiographie féministe. Labor et Fides, Genf  1998.

## Film
- Sottosopra: die schönste Revolution des 20. Jahrhunderts. Ein Film von Gabriele Schärer. Maatfilm, Bern  2001.